# Chipsatz

Klassisches Schema eines Chipsatzes auf einer PC-Hauptplatine um 2005. Die Funktionalität der Northbridge befindet sich heute in der CPU.

Als Chipsatz bezeichnet man im Allgemeinen mehrere zusammengehörende integrierte Schaltkreise, die zusammen eine bestimmte Aufgabe erfüllen. Normalerweise ist es nicht sinnvoll, nur einzelne Chips aus der Gesamtheit eines Chipsatzes zu benutzen. Es sprechen meist lediglich technische Gründe dagegen, sämtliche Funktionalität auf einem Chip unterzubringen – zum Beispiel Beschränkungen der Komplexität eines Chips, der Anzahl der Anschlüsse eines Chip-Gehäuses oder unterschiedliche Anforderungen einzelner Schaltungsteile, die sich durch unterschiedliche Halbleiterprozesse bzw. -materialien realisieren lassen (z. B. HF-Signal-Verarbeitung mit Galliumarsenid und Basisband-Verarbeitung mit Silizium).

## PC-Chipsatz
Im Speziellen ist der Chipsatz auf einer PC-Hauptplatine gemeint, der einen Mikroprozessor bei seiner Aufgabe unterstützt. Grund für die Aufteilung auf mehrere Schaltkreise ist hierbei die Anzahl der benötigten elektrischen Anschlüsse.

### Geschichte

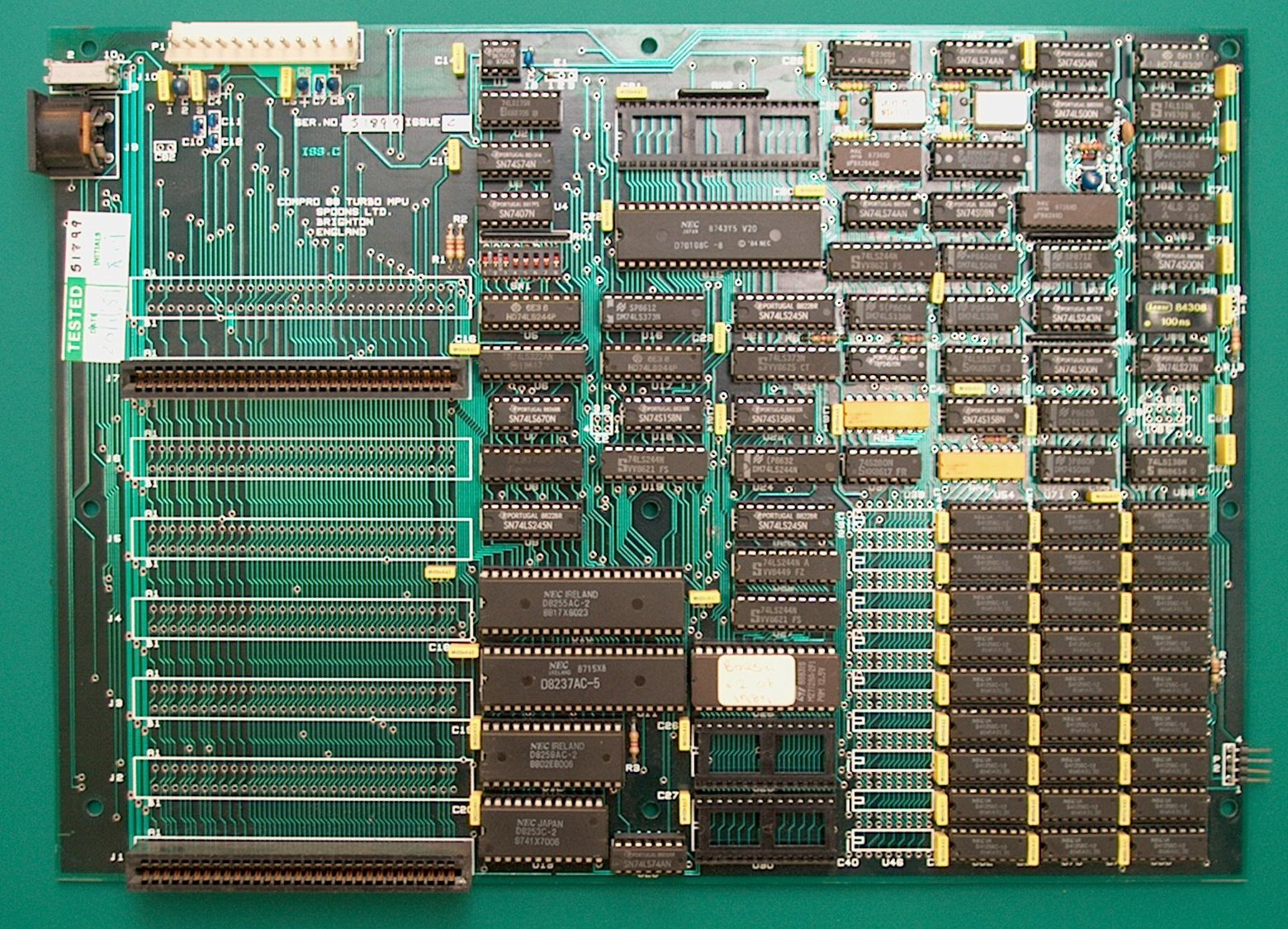
PC-XT-kompatible Hauptplatine von 1989. Es gibt keinen Chipsatz, die Platine ist mit den Standard-Peripherie-Bausteinen des Original-IBM-PC-Designs bestückt. Die Steuerlogik ist ausschließlich mit Transistor-Transistor-Logik realisiert, im Fachjargon als „TTL-Grab“ bezeichnet

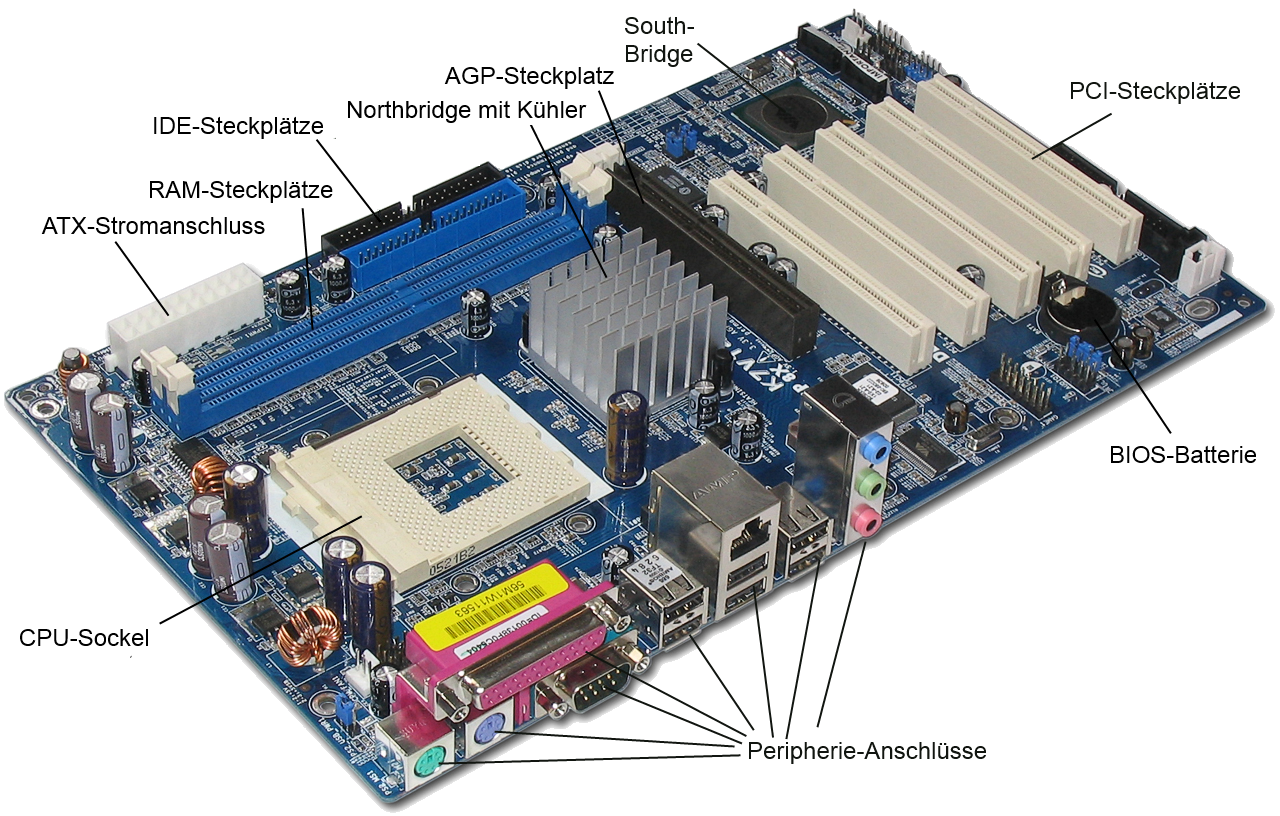
PC-Hauptplatine von 2005 mit North- und Southbridge und entsprechend weniger „diskreten“ Logikbausteinen

Bei frühen Heimcomputern und Personal Computern (etwa 1970er bis Mitte der 1980er Jahre) besteht das System neben dem Mikroprozessor typischerweise aus einer Reihe von eigenständigen Schnittstellen-Chips, die alle über Adress-, Daten- und Steuer-Bus direkt vom Prozessor angesprochen werden; ein Adressdekoder selektiert den jeweils gemeinten Chip. Mit fortschreitender Integrationstiefe wurden immer mehr dieser verteilten Funktionen in größeren Chips zusammengefasst. Dabei bildeten sich gewisse Quasi-Standards heraus.
Der erste Chipsatz für den IBM PC/AT war der NEAT-Chipsatz für den Intel 80286. In der ersten Hälfte der 1990er Jahre führte Intel zusammen mit dem Peripheral Component Interconnect (PCI) die Zwei-Brücken-Architektur für PC-Chipsätze ein, bestehend aus Northbridge und Southbridge. Die Namen leiten sich von der üblichen Lage der Chips auf einer Hauptplatine ab. Die Northbridge liegt (bei senkrechter Montage der Platine, wie in Towergehäusen üblich) meist in der oberen Hälfte der Platine, also im „Norden“ (engl. „north“), während die Southbridge meist unterhalb verbaut wird, also im „Süden“ (engl. „south“). Die beiden Chips dienen zur Steuerung und zum Datentransfer der einzelnen Komponenten der Hauptplatine und der peripheren Geräte. In der Regel wird der Mikrochip der Northbridge für die Realisierung von Schnittstellen größerer Bandbreite verwendet; die Southbridge integriert dagegen die langsameren Peripherieschnittstellen. North- und Southbridge wurden anfangs über PCI verbunden. Andere Chipsatzhersteller übernahmen das Design. Als Ende der 1990er Jahre die PCI-Bandbreite nicht mehr ausreichte, um die Vielzahl der inzwischen in die Southbridge integrierten Peripherieschnittstellen ausreichend schnell zu bedienen, führten die Hersteller proprietäre Interconnects ein. Beispiele hierfür sind Intels Hub Interface, VIAs V-Link und der von SiS entwickelte MuTIOL Interconnect. Die Aufteilung der Funktionalitäten auf die zwei Teilchips North- und Southbridge variiert leicht von Hersteller zu Hersteller. Im Zuge der weiter fortschreitenden Miniaturisierung wurde die Aufteilung in zwei Chips inzwischen aufgehoben, siehe bei Southbridge. Immer mehr Hersteller bieten „Ein-Chip-Chipsätze“ an.
Bedeutende Hersteller von Chipsätzen für x86-kompatible Architekturen sind heute nur noch Intel und AMD. In der Vergangenheit waren auch VIA Technologies, Nvidia, SiS, ULi, ALi, ATI, Broadcom (für Serverrechner), UMC, Symphony Laboratories, Texas Instruments, VLSI Technology und Chips & Technologies engagiert.

## Chipsatz des Commodore Amiga
Der Amiga-Computer von Commodore basiert auf einem proprietären Chipsatz. Hier sind es vor allem die Grafik- und Tonausgabe, die mit Priorität behandelt werden. Der Chipsatz des Amiga wurde wegen der begrenzten Fertigungsmöglichkeiten in den 1980er Jahren auf drei Chips verteilt, ist aber als Einheit zu sehen. Demzufolge wird in der technischen Dokumentation häufig nur von dem Chipsatz gesprochen, ohne dass die Einzelchips genannt werden. Der Chipsatz basiert auf einer DMA-Einheit, die den Rest mit Grafik- und Audio-Daten versorgt, daneben aus weiteren, seinerzeit üblichen, externen Schnittstellen. Für Details siehe den Artikel Original Chip Set.

## Chipsatz des Atari ST
Der Chipsatz des Atari-ST-Computers von Atari bestand ursprünglich aus vier Chips, den sogenannten Custom-Chips. Das sind DMA, Shifter, MMU und Glue. Später kam der Blitter als weiterer Chip dazu.